# Pittsboro (Mississipi)
Pittsboro és una població dels Estats Units a l'estat de Mississipi. Segons el cens del 2000 tenia 212 habitants.

## Demografia
Segons el cens del 2000, Pittsboro tenia 212 habitants, 70 habitatges, i 48 famílies. La densitat de població era de 82,7 habitants per km².
Dels 70 habitatges en un 35,7% hi vivien nens de menys de 18 anys, en un 51,4% hi vivien parelles casades, en un 14,3% dones solteres, i en un 31,4% no eren unitats familiars. En el 30% dels habitatges hi vivien persones soles el 15,7% de les quals corresponia a persones de 65 anys o més que vivien soles. El nombre mitjà de persones vivint en cada habitatge era de 2,56 i el nombre mitjà de persones que vivien en cada família era de 3,23.
Per edats la població es repartia de la següent manera: un 22,6% tenia menys de 18 anys, un 9,4% entre 18 i 24, un 33,5% entre 25 i 44, un 18,9% de 45 a 60 i un 15,6% 65 anys o més.
L'edat mediana era de 36 anys. Per cada 100 dones de 18 o més anys hi havia 121,6 homes.
La renda mediana per habitatge era de 46.250 $ i la renda mediana per família de 49.028 $. Els homes tenien una renda mediana de 37.500 $ mentre que les dones 21.250 $. La renda per capita de la població era de 13.975 $. Cap de les famílies i l'1,1% de la població estaven per davall del llindar de pobresa.

## Poblacions més properes
El següent diagrama mostra les poblacions més properes.